# Valdevacas y Guijar
Valdevacas y Guijar è un comune spagnolo di 142 abitanti situato nella comunità autonoma di Castiglia e León.